# Dragoslav Mihailović

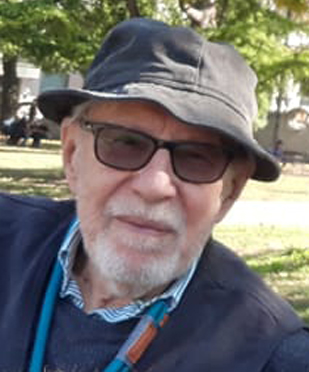
Dragoslav Mihailović, 2022

Dragoslav Mihailović (kyrill. Драгослав Михаиловић; * 17. November 1930 in Ćuprija; † 12. März 2023 in Belgrad) war ein serbischer (jugoslawischer) Prosaschriftsteller, Dramatiker, Drehbuchautor und Essayist. Seine Romane und Erzählungen gehören zum klassischen serbischen Literaturkanon und wurden in zahlreiche Sprachen übersetzt.

## Leben
Mihailović wuchs im zentralserbischen Städtchen Ćuprija auf. Sein Vater Branislav Mihajlović (1907–1948) war Textil- und Spezereihändler und betrieb später, als er bereits alkoholabhängig war, ein Wirtshaus. Seine Mutter Ljubica (geb. Todorović, 1909–1932) starb, als ihr einziger Sohn eineinhalb Jahre zählte. Die Obhut über den Jungen übernahm die verwitwete Tante Milica Milosavljević Tinkić, die von ihrem Mann eine Kafana geerbt hatte. Die schriftunkundige Milica, die eine begnadete Erzählerin war, starb 1946.
Obwohl Mihailović die letzten Gymnasialjahre allein im Haus wohnte, Brotverdiensten nachgehen und seinen kranken Vater betreuen musste, maturierte er 1949 als einer der beiden besten Schüler seines Gymnasiums in Ćuprija. Gleich nach dem Zweiten Weltkrieg trat er in den Kommunistischen Jugendverband Jugoslawiens (SKOJ) ein und beteiligte sich in den Sommerferien an Arbeitseinsätzen im Eisenbahn- und Straßenbau. Als SKOJ-ler setzte er sich im Maturajahr dezidiert für zwei Schulkameraden ein, die im Zuge der Auseinandersetzung zwischen Stalin und Josip Broz Tito (Kominform, 1948) der Subversion angeklagt waren. Die Geheimpolizei (UDBA) begann Mihailović deshalb ins Visier zu nehmen.
Zum Herbst 1949 schrieb er sich im Fernstudium an der Belgrader Philosophischen Fakultät für Jugoslawische Literatur und serbokroatische Sprache ein, blieb in Ćuprija wohnen und verdiente seinen Lebensunterhalt in einer Lederfabrik. Kurz nachdem er die Prüfungen zum ersten Studienjahr abgeschlossen hatte, erkrankte er an Tuberkulose. Am 15. September 1950 folgte die Verhaftung. Er verbrachte vier Monate im Untersuchungsgefängnis in Ćuprija und kam am 28. Februar 1951 auf die berüchtigte Gefangeneninsel Goli Otok, die er erst wieder am 31. Mai 1951, völlig abgemagert, unter der Bedingung verließ, dass er eine Zusammenarbeit mit der UDBA einging. Er kehrte nach Ćuprija zurück, wo ihn die UDBA an eine Zuckerfabrik vermittelte. Da er sich allerdings weigerte, sein Umfeld auszuspionieren, musste er einen einjährigen Militärdienst antreten.
Im Herbst 1953 nahm er seine Studien wieder auf, die er am 12. Februar 1957 abschloss. In diesen Jahren verdiente er seinen Lebensunterhalt mit den verschiedensten Tätigkeiten: Er arbeitete im Katasteramt, in einem Steinbruch, als Lederverpacker, als Eierverkäufer, als Impresario eines Zirkus. Da er als Häftling des Goli otok trotz seiner philologischen Ausbildung nicht Lehrer werden konnte, begann er für einen Verlag Bücher zu verkaufen. In diesem Verlag erschien 1957 auch sein erster literarischer Text: die Humoreske „Der Brief“. 1959 erlitt er einen zweiten Tuberkuloseausbruch. Er kam in eine Belgrader Klinik, in der er das Zimmer mit Gangmitgliedern aus dem Arbeiterviertel Dušanovac teilte. Fasziniert von ihrem Rotwelsch, machte er sie später zu Protagonisten seines berühmten Romans Als die Kürbisse blühten. 1960 heiratete er Radmila Jovanović (1942–1984). Aus ihrer Ehe, die nur wenige Jahre hielt, ging der Sohn Branislav Mihajlović hervor, der Kunstmaler wurde.
Im Jahr 1959 begann Mihailović als Lektor und Redakteur von Zeitschriften zu arbeiten und im renommierten Jahrbuch Matica Srpska erste Erzählungen zu publizieren. Als 1967 seine Erzählsammlung Gute Nacht, Fred herauskam, wurde er auf einen Schlag berühmt und noch im selben Jahr in den Jugoslawischen Schriftstellerverband aufgenommen. 1968 folgte der Roman Als die Kürbisse blühten, der zu einem der wichtigsten Werke liberaler Tendenzen in der Sozialistischen Föderativen Republik Jugoslawien (SFRJ) avancierte. Als jedoch in der 1969 im Nationaltheater Belgrad gespielten Dramenversion des Romans der Name Goli otok explizit genannt wurde, griff Tito den Autor in einer öffentlichen Rede direkt an. Das Stück wurde verboten und der Autor, der mit Danilo Kiš, Borislav Pekić, Mirko Kovač, Živojin Pavlović, Borislav Mihajlović Mihiz u. a. befreundet war, von der Öffentlichkeit verdrängt.
1970 heiratete Mihailović Nedeljka Biskup (1947) und zog mit ihr und seinem Sohn Branislav erstmals in eine eigene Mietwohnung ein. 1972 wurde die Tochter Milica Mihajlović geboren, die Schauspielerin wurde. 1974 arbeitete er für vier Monate als Lektor an der Universität Poitiers. Von der UDBA noch immer belangt, versuchte er in Frankreich zu bleiben, fand jedoch für seine Frau, die Ökonomie studiert hatte, keine adäquate Arbeit.
Als 1975 sein zweiter Roman Der Kranz der Petrija herauskam, flauten die politischen Spannungen um seine Person ab. 1978 zog er mit seiner vierköpfigen Familie an den zentralen Studentski Trg und 1981 wurde er Korrespondierendes Mitglied der Serbischen Akademie der Wissenschaften und der Künste (SANU). In der Akademie begann er sich nun auch politisch zu engagieren: 1982 initiierte er den „Ausschuss zur Verteidigung der Künstlerischen Freiheit“, 1984 den „Ausschuss zur Verteidigung der Gedanken- und Ausdrucksfreiheit“ (1984) und 1992 den „Ausschuss zur Untersuchung politischer Verfolgung und des Goli otok“. 1988 kamen seine ersten, geheim aufgezeichneten Interviews mit Mithäftlingen des Goli otok heraus und 1990 folgte der erste dokumentarische Band über die Lagerinsel. Immer häufiger schrieb er auch Essays über das umstrittene Erbe Titos (1892–1980). Bereits Ende 1989 vertrat er den Standpunkt der friedlichen Auflösung der SFRJ und des eigenständigen serbischen Wegs innerhalb der Grenzen der Teilrepublik. 2006 wurde er rehabilitiert.

## Werk
Mihailović wurde in den 1960er bis 1970er Jahren mit der sog. „Wirklichkeitsprosa“ (einer Art Verismus) und der Erzählform des „Skas“ bekannt: In diesen Geschichten lässt er Personen erzählen, die sprachlich, sozial und bildungsmäßig marginalisiert und deklassiert sind: ein pubertierendes Mädchen aus einer verkommenen Arbeiterfamilie („Lilika“), eine schriftunkundige Bäuerin und Partisanengattin, die von den deutschen Besatzern zum Tod verurteilt wird („Spitze Blattern“), den Sohn eines kranken Bergarbeiters („Bauernbengel, Pferde und Hauer“, Die Gestiefelten), ein Belgrader Gangmitglied und Boxer am Ende des Zweiten Weltkriegs (Als die Kürbisse blühten) oder eine ungebildete, dem Kosovo-Resava-Dialektgebiet entstammende Bergarbeiterwitwe (Der Kranz der Petrija). Von Menschen am Rand der Gesellschaft handeln auch seine Dramen (Vagabunden trinken Tee und Einführung in die Arbeit) und das Filmszenario Die Vietnamesen, das in einer Barackensiedlung in der Pariser Banlieue spielt. In den 1990er Jahren widmete er sich, mit Ausnahme des autobiographischen Romans Die Morava brennt, hauptsächlich der Thematik der kommunistischen Lager während der frühen Titozeit. Sein fünfbändiges dokumentarisches Werk Goli otok wird dabei oft mit Solschenizyns Archipel Gulag verglichen. Eine politische „Schlagseite“ zeigen auch seine Romane Die Übeltäter und Der dritte Frühling.

## Publikationen (Auswahl)
- Frede, laku noć, Erzählungen, 1967 (dt. Gute Nacht Fred. Übersetzung Robert Hodel´. In: Dragoslav Mihailović, Wie ein Fleck zurückblieb, Leipziger Literaturverlag, Leipzig 2018, ISBN 978-3-86660-229-8)
- Kad su cvetale tikve, Roman, 1968 (dt. Wie die Kürbisse blühten, Übersetzung Peter Urban, S. Fischer, Frankfurt a. M. 1972, ISBN 978-3-10-050101-1)
- Petrijin venac, Roman, 1975 (dt. Der Kranz der Petrija)
- Protuve piju čaj, Drama, 1977 (dt. Vagabunden trinken Tee)
- Akviziteri (Uvođenje u posao), Drama, 1981 (dt. Die Werbevertreter. Einführung in die Arbeit)
- Uhvati zvezdu padalicu, Erzählungen, 1983 (dt. Fange die Sternschnuppe, teilweise übersetzt in: Wie ein Fleck zurückblieb)
- Čizmaši, Roman, 1983 (dt. Die Gestiefelten)
- Dela Dragoslava Mihailovića, 1984 (Werke in 6 Bänden)
- Dela, 1990 (Werke in 7 Bänden, Band 7: Goli otok, dokumentarische Prosa)
- Lov na stenice, Erzählungen, 1993 (dt. Jagd auf Wanzen)
- Gori Morava, Roman, 1994 (dt. Die Morava brennt)
- Goli otok, 1995 (Band 2 und 3), 2011 (Band 4), 2012 (Band 5), dokumentarische Prosa
- Zlotvori, Roman, 1997 (dt. Die Übeltäter)
- Skupljač, Drama, 1998 (dt. Der Sammler)
- Jalova jesen, Erzählungen, 2000 (dt. Fruchtloser Herbst, teilweise übersetzt in: Wie ein Fleck zurückblieb)
- Crveno i plavo, Essays, 2001 (dt. Rot und blau)
- Treće proleće, Roman, 2002 (dt. Der dritte Frühling)
- Kratka istorija satiranja, Essays, 2005 (dt. Kurze Geschichte der Zerstörung)
- Vreme za povratak, Essays, Gespräche, 2006 (dt. Zeit zurückzukehren)
- Majstorsko pismo, Essays, Gespräche, 2007 (dt. Meisterbrief)
- Preživljavanje, Erzählungen, 2010 (dt. Überleben, teilweise übersetzt in: Wie ein Fleck zurückblieb)
- Sabrana dela Dragoslava Mihailovića, 2015–2021 (Gesammelte Werke in 12 Bänden)
- Goli otok, dokumentarische Prosa, 2016–2019 (in 5 Bänden)

## Ehrungen
Mihailović ist mit den wichtigsten Ehrungen und Preisen seines Landes (Jugoslawien, Serbien) ausgezeichnet worden: Oktobarska nagrada Grada Beograda (1967, Oktoberpreis der Stadt Belgrad), Andrićeva nagrada (1976, Andrić-Preis), Ninova nagrada (1984, NIN-Preis), Nagrada „Bora Stanković“ (1994, Bora Stanković-Preis), Nagrada Vukove zadužbine (1994, Preis der Stiftung Vuk Karadžić), Nagrada „Svetozar Ćorović“ (1998, Svetozar Ćorović-Preis), Velika nagrada Ivo Andrić (2019, Großer Andrić-Preis), Nagrada „Skender Kulenović“ (2020, Skender Kulenović-Preis) u. a.

## Verfilmungen
- Lilika, 1970, Regie und Szenario: Branko Pleša, Avala film
- Aller retour ‒ Tamo i natrag, 1978, Regie: Aleksandar Petković, Szenario: Dragoslav Mihailović (Titel: Vijetnamci, dt. Die Vietnamesen), Film danas
- Petrijin venac, 1980, Regie und Szenario: Srđan Karanović, Centar film; auch TV-Serie 1982, TV Beograd
- Frede, laku noć, 1981, Regie: Nikola Jevtić, RT Beograd
- Boginje, 1991, Regie: Arsa Milošević, RT Beograd, Filmaufnahme einer Theateraufführung unter der Regie von Ana Milosavljević
- Uvođenje u posao, 2007, TV-Drama, Regie: Vladimir Momčilović, Szenario: Dragoslav Mihailović, RTS
- Čizmaši, 2015, TV-Serie, Regie: Dejan Zečević, Szenario: Đorđe Milosavljević, RTS